# Wer da gläubet und getauft wird, BWV 37
Wer da gläubet und getauft wird, BWV 37 (Aquell qui cregui i sigui batejat, se salvarà), és una cantata religiosa de Johann Sebastian Bach per al dia de l'Ascensió, estrenada a Leipzig, el 18 de maig de 1724.

## Origen i context
D'autor anònim, probablement un teòleg que escrigué diverses cantates per al temps comprés entre Pasqua i Pentecosta, utilitza el versicle de l'evangeli de Marc (16,18) que dona títol a l'obra, la cinquena estrofa de Wie schön leuchtet der Morgenstern de Phillip Nicolai (1599) i la quarta de Ich dank wier, lieber Herre de Johann Kolrose (ca. 1535). En tractar-se d'una cantata per a una de les grans festes de la litúrgia, sorprèn el seu dispositiu instrumental molt modest, sobretot si es compara amb les altres cantates conservades per a aquest dia BWV 43, BWV 128 i l'Oratori de l'Ascensió (BWV 11).

## Anàlisi
Obra escrita per a soprano, contralt, tenor, baix i cor; dos oboès d'amor, corda i baix continu. Consta de només sis números.
1. Cor: Wer da gläubet und getauft wird, der wird selig werden (Aquell qui cregui i sigui batejat, se salvarà)
2. Ària (tenor): Der Glaube ist das Pfand der Liebe (La Fe és la penyora d'amor)
3. Coral (duet de soprano i contralt): Herr Gott Vater, mein starker Held (Senyor, Déu Pare, el meu poderós heroi)
4. Recitatiu (baix): Ihr Sterblichen, verlanget ihr, mit mir  (Vosaltres, mortals! Desitgeu veure amb mi)
5. Ària (baix): Der Glaube schafft der Seele Flügel (La Fe dona ales a l'Ànima)
6. Coral: Den Glauben mir verleihe (Concedeix-me la Fe)

El número més important és el cor inicial, amb vint-i-sis compassos d'introducció orquestral que es fusionen amb el cor i presenten tres temes superposats. El primer, que és el tema propi de la cantata, expressa la fermesa de la fe i està exposat per l'oboè d'amor i desenvolupat pel cor; el segon, amb els violins recordant el coral de Luter Dies sind die heilgen zehn Gebot; i el tercer tema a càrrec del continu amb la melodia d'un altre coral Wie schön leuchtet der Morgenstern que se sentirà en el número 3; un cop exposats, els tres temes s'escampen per tot el conjunt instrumental. L'ària de tenor del número 2, s'ha conservat incompleta, sense les parts dels instruments solistes, segurament violins, i se’n toca una versió elaborada modernament. El número 3 és el coral comentat, i sorprèn la seva col·locació al mig de la cantata fet que fa pensar en què, inicialment, estigués dividida en dues parts, a pesar de la seva brevetat, ja que la segona part constaria només d'un recitatiu i una ària, ambdós de baix. Un breu coral, a cappella, amb aire de pregària, clou l'obra. Té una durada d'una mica més d'un quart d'hora.

## Discografia seleccionada
- J.S. Bach: Das Kantatenwerk. Sacred Cantatas Vol. 3. Nikolaus Harnoncourt, Wiener Sängerknaben & Chorus Viennensis, Hans Gillesberger (director del cor), Concentus Musicus Wien, Paul Esswood, Kurt Equiluz, Ruud van der Meer. (Teldec), 1994.
- J.S. Bach: The complete live recordings from the Bach Cantata Pilgrimage. CD 20: St Giles' Cripllegate, Londres; 10 de maig de 2000. John Eliot Gardiner, Monteverdi Choir, English Baroque Soloists, Lenneke Ruiten, Meg Bragle, Andrew Tortise, Dietrich Henschel. (Soli Deo Gloria), 2013.
- J.S. Bach: Complete Cantatas Vol. 9 . Ton Koopman, Amsterdam Baroque Orchestra & Choir, Sibylla Rubens, Bernhard Landuer, Christoph Prégardien, Klaus Mertens. (Challenge Classics), 2005.
- J.S. Bach: Cantatas Vol. 19. Masaaki Suzuki, Bach Collegium Japan, Yokari Nonoshita, Robin Blaze, Makoto Sakurada, Stephan Macloed. (BIS), 2002.
- J. S. Bach: Church Cantatas Vol. 12. Helmuth Rilling, Gächinger Kantorei, Bach-Collegium Stuttgart. (Hänssler), 1999.